# Richard Wätjen
Richard Lacey Wätjen (* 9. Juli 1891 in Bremen; † 13. Januar 1966 in Bergisch Gladbach) war ein deutscher Dressurreiter und Ausbilder. Er war der Sohn von George Wätjen (* 1857; † 1928 in Bremen) und Alice Heinze (* 1862 in Brooklyn; † 1926 in München). Sein Neffe war Eduard Wätjen. 

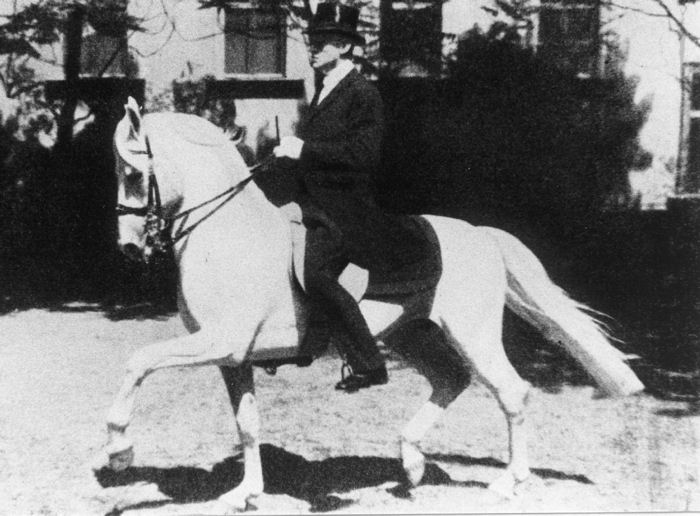
Richard Wätjen als Schüler an der Spanischen Hofreitschule in Wien

Wätjen hatte bereits in frühester Jugend Kontakt zum Reitsport. Als 14-Jähriger bekam er von seinem Vater, einem Rittmeister der Reserve, sein erstes Pferd geschenkt. Nach Abschluss seiner Schulzeit arbeitete er zunächst als Volontär im Hauptgestüt Trakehnen, von wo er nach einem Jahr ans Hauptgestüt Graditz wechselte, mit dem er den Umzug nach Hoppegarten mitmachte. Dort sollte er durch den nahe gelegenen Luisen-Tattersall in Berlin zum ersten Mal die Gelegenheit bekommen, dressurmäßig erstklassig ausgebildete Pferde zu reiten. Der anschließende Umzug als Student der Landwirtschaftlichen Hochschule nach Wien, gab ihm Gelegenheit seine reiterliche Ausbildung an der dortigen Spanischen Hofreitschule zu vervollkommnen. 1925 schließlich wurde Wätjen Berufsreiter und eröffnete in Berlin einen Turnierstall.
Zusammen mit Felix Bürkner und Otto Lörke trainierte er die deutschen Reiter für die Olympischen Spiele 1936 und wurde 1938 Ausbilder an der SS-Hauptreitschule München-Riem. Er ist Autor des Lehrbuchs „Dressurreiten“, welches 1986 in der 9. Auflage erschien. Er gilt als Reitmeister, der die Reitkunst maßgeblich geprägt hat. Wätjen bildete zahlreiche Reiter aus, darunter auch Egon von Neindorff. Er war Trainer der US-Military-Mannschaft 1948 und 1952 trainierte er in der Porlock Vale Ridingschool in Somerset die erfolgreiche englische Vielseitigkeitsmannschaft und erlangte somit internationale Bedeutung. Von ihm ausgebildete Pferde sind unter anderem Donner II, Haustochter, Wotan, Feuerhorn xx, Welfenkönig, Feldmaus, Alarich, Burgsdorff, Bajazzo, Lindbergh und Flinker Kerl.
Wätjen ist Träger des Goldenen Reitabzeichens.